# Il pupazzo
Il pupazzo è un film del 1977 diretto da René Cardona Jr..
La pellicola è una commedia con protagonista Lando Buzzanca.

## Trama
Amalio Badalamenti, un siciliano emigrato in Messico, sposato con numerosa prole, vive malamente e nell'indigenza svolgendo il mestiere di tassista per mantenere la moglie Carmen e i suoi 13 figli a cui ha dato per ognuno, il nome di ogni mese, compreso il tredicesimo che viene chiamato "bisestile".
Durante una giornata di normale routine, viene contattato da un rappresentante di Pablo Copeca, un imprenditore inserito nel commercio del pollame da allevamento che vorrebbe servirsi delle sue prestazioni per poter ottenere finalmente un erede. La fama fecondatrice di Amalio spinge Pablo ad assecondare il volere del padre per potergli dimostrare di essere all'altezza di assicurare la continuità della discendenza, pena l'estromissione totale dal testamento redatto a suo favore.
Attirato con una scusa ad Acapulco, Amalio e famiglia soggiornano in un lussuoso albergo sul mare, dove vengono raggiunti anche da Pablo e dalla moglie Ronnie; il dottor Perales, medico di Pablo, dopo aver verificato lo stato di salute di Amalio, spiega chiaramente all'uomo la verità, anche se a causa di un malinteso, pensa di dover avere un rapporto sessuale diretto con Ronnie.
Il papà di Pablo, tormentato dal pensiero di non poter abbracciare un nipote e debilitato nello stato fisico, muore, rendendo vane le speranze di suo figlio. Dal canto suo, Pablo, per facilitare meglio Amalio (in quanto riluttante al sistema dell'inseminazione artificiale), concede, con amarezza e poco prima di apprendere la notizia del decesso del padre, che Ronnie abbia un rapporto sessuale con lui, pur essendo consapevole di essere un marito tradito e un probabile futuro padre di un figlio non suo.

## Distribuzione
La pellicola è stata distribuita nelle sale cinematografiche italiane il 31 dicembre del 1977.